# Gernot Reinstadler
Gernot Reinstadler (* 24. August 1970 in Zams, Österreich; † 19. Jänner 1991 in Interlaken, Schweiz) war ein österreichischer Skirennläufer.

## Biografie
Der aus Jerzens in Tirol stammende Reinstadler war der Sohn der früheren Skirennläuferin Traudl Eder und des Skilehrer-Ausbilders Adi Reinstadler. Er absolvierte seine schulische Ausbildung an der Volksschule in Jerzens sowie an der Skihauptschule Neustift und an der Schihandelsschule Stams.
Er gehörte dem Kader des Österreichischen Skiverbandes an und nahm an den Juniorenweltmeisterschaften 1988 und 1989 teil, bei denen sein bestes Rennergebnis ein 13. Platz in der Abfahrt 1989 war. Ebenfalls 1989 gewann er drei Medaillen bei den österreichischen Jugendmeisterschaften. Er kam zu ersten Einsätzen im Weltcup und startete im Training zur Lauberhornabfahrt in Wengen 1991. Nach den Plätzen 29 und 39 in den beiden Trainingsläufen nahm er am 18. Jänner an der Qualifikationsabfahrt teil, bei der sich die schnellsten 30 Läufer für die Weltcupabfahrt qualifizierten. Dieser von der FIS beschlossene neue Modus kam damals testweise zur Anwendung und war unter den Fahrern durchwegs umstritten.
Reinstadler ging mit Startnummer 44 in das Qualifikationsrennen. Er verkantete im Ziel-S wegen zu geringen Drucks am Außenski und flog ungebremst in das Sicherheitsnetz rechts der Fahrtrichtung im Zielhang. Eine Skispitze verfing sich im Netz, worauf er eine Beckenspaltung und schwere Verletzungen der Blutgefäße im Unterleib erlitt. Reinstadler wurde nach der Erstversorgung an der Strecke in das Spital Interlaken gebracht. Am 19. Jänner um 0:43 Uhr starb er „an den Folgen der lebensgefährlichen Gefäßverletzungen, die er sich beim Sturz zugezogen hatte. Trotz massivster Bluttransfusionen auch noch nach der Operation, verschied er wegen der starken Blutungen aus dem Bereich des Beckens. Beim Sturz wurde das rechte Bein fast abgerissen, was zu schwersten Frakturen, Nerven- und Blutgefäßverletzungen geführt hatte“, so das Pressebulletin der Anästhesieabteilung des Spitals Interlaken. Das Qualifikationsrennen war nach dem Sturz Reinstadlers noch zu Ende gefahren worden, das weitere Rennprogramm wurde nach der Todesnachricht aber abgesagt. Gegenüber der deutschen Wochenzeitung Die Zeit äußerte die Mutter Reinstadlers ihre Enttäuschung über das Verhalten des Österreichischen Skiverbandes (ÖSV) nach dem Unfall ihres Sohnes: „Als damals einige Wochen danach die große Krankenhausrechnung vom Spital bei uns ankam, wollte der ÖSV sie zunächst nicht begleichen. Erst als die Tiroler Landesregierung Druck machte, lenkte der ÖSV ein“.
Als Folge des Unglücks passte der ÖSV die Versicherungsmodalitäten für seine Kaderathleten an und es wurden engmaschigere Fangnetze entwickelt, die ein Einfädeln mit den Skiern verhindern sollen. Sogenannte schnittfeste Abweisplanen aus Kunststoff kommen nun zum Einsatz. Später wurde das Gelände beim Zielsprung abgetragen und der Zielsprung massiv entschärft. Im Zielhaus der Lauberhornrennen erinnert seit 1992 eine Gedenktafel an Gernot Reinstadler.